# Röportaj Adam
Röportaj Adam (* 1992 in Adana; bürgerlich Mahsun Karaca) ist ein türkischer YouTuber, Schauspieler und Betreiber des Kanals Röportaj Adam.

## Leben und Karriere
Karaca wurde 1992 in Adana geboren. Er studierte an der Çukurova-Universität. 2017 gründete er seinen YouTube-Kanal unter dem Namen Röportaj Adam. In diesem Kanal dreht er verschiedene Comedy-Videos. Außerdem trat er 2022 in der Serie Çok Güzel Hareketler 2. Anschließend spielte er 2023 in dem Film İllegal Hayatlar die Hauptrolle.

## Filmografie
Serien
- seit 2022: Çok Güzel Hareketler 2

Filme
- 2023: İllegal Hayatlar